# Karmijnkeelbaardvogel
De karmijnkeelbaardvogel (Psilopogon malabaricus synoniem: Megalaima malabarica) is een vogel uit de familie Megalaimidae (Aziatische baardvogels).

## Verspreiding en leefgebied
Deze soort is endemisch in zuidwestelijk India.